# Dolbina krikkeni
Dolbina krikkeni är en fjärilsart som beskrevs av Ulrich Roesler och Peter Victor Küppers 1975. Dolbina krikkeni ingår i släktet Dolbina och familjen svärmare. Inga underarter finns listade i Catalogue of Life.